# Çebekoğlu
Çebekoğlu  (Kurdisch: Çêwek) ist ein kurdisches Dorf  im Landkreis Halfeti in der türkischen Provinz Urfa mit etwa 175 Einwohnern.

## Einwohner und Sozialstruktur
Nach der Volkszählung im Jahr 2009 zählt das Dorf 213 Einwohner, wovon 112 Frauen und 101 Männer sind. Die Anzahl der Haushalte beträgt 65. Çêwek hat sich erst seit Anfang der 90er Jahre vom Nachbardorf Kayalar getrennt und gilt seitdem als eigenständiges Dorf. Die Einwohner erhielten im Jahr 1985 Strom und im Jahr 2000 fließendes Wasser. Fast 85 Prozent der Jugendlichen sind aus ökonomischen Gründen im Ausland. Im Dorf gibt es eine Schule, eine Moschee und einen kleinen Lebensmittelladen. Der große Teil der Einwohner besteht aus  alten Menschen. Fast alle Personen sind miteinander verwandt. Die Struktur des Dorfes ist ein typisch kurdisches Haufendorf. Die Häuser stehen einander nahe, sind meistens zweistöckig und für die dortigen Verhältnisse relativ modern. Das Erdgeschoss der Häuser, wo die Einwohner früher gewohnt haben, ist derzeit den Haustieren vorbehalten. Fast auf jedem flachen Dach der Häuser wird Solarenergie für die Warmwassererzeugung gesammelt, um auch im Winter über warmes Wasser zu verfügen. Außerdem gibt es einen Internetanschluss zahlreiche Satellitenanschlüsse.

## Geographie

### Lage
Das Dorf Çêwek liegt auf einer Scheitelhöhe von 670 Metern einen Kilometer östlich der Provinzgrenze von Antep. Im Westen des Dorfes befindet sich Provinz Antep und im Norden die Provinz Adiyamans. Einen Kilometer nordwestlich von Çêwek fließt der Euphrat durch die Grenzen beider Provinzen. Çêwek liegt 123 Kilometer südwestlich von Urfa, 32 Kilometer nordwestlich von Halfeti und 117 Kilometer westlich von Antep entfernt.
Das Gelände zwischen Flussufer und Dorf ist hügelig und sehr felsig. Außer den landwirtschaftlich genutzten Oliven- und Pistazienbäume sind nur einige wild wachsende Bäume zu finden. Südlich des Dorfes liegen die landwirtschaftlich genutzten Flächen, westlich und nördlich des Dorfes befinden sich steppenähnliche Weideflächen. In dem kleinen natürlichen Wald mit langsam wachsenden Bonito-Bäume, der westlich des Dorfes liegt befindet  sich das sogenannte Tal der Wölfe.

### Naturraum und Umgebung
In der Umgebung des Dorfes leben Wildtiere, häufig Füchse und Wölfe. In der Nähe des Euphrat wurde auch die Wildkatze gesichtet. Bis in die frühen 1990er Jahre gab es sogar Bergziegen in der Region. Die Zahl der Wölfe ist in den letzten Jahrzehnten dramatisch gestiegen. In der Region wurden mehrmals auch Streifenhyänen gesichtet. Im Norden des Dorfes sind die kristallweißen, südlichen Erhebungen des Taurusgebirges zu sehen. Bis Ende Mai tragen die Gipfel eine Schneedecke. Das schneebedeckte Gebirge spielt für das ländliche Landschaftsbild der Region eine prägende Rolle.

### Klima
Aufgrund der geographischen Lage des Dorfes ist das Klima mediterran bis kontinental. Die Witterung ist von Mitte Juni bis Ende August besonders heiß und trocken. Die Winter sind schneereich und hart. Der aus dem südlichen Taurusgebirge her wehende Nordwind hat eine verstärkende Wirkung für den harten Winter.

## Wirtschaft und Infrastruktur
Die wichtigsten Wirtschaftsquellen zum Lebensunterhalt sind die Landwirtschaft, Viehzucht und der Migradollar (Remissen). Seit dem Ende der 1960er Jahre ist die wirtschaftliche Lage eines der wichtigsten Gründe der Auswanderung nach dem westlichen Europa.

### Landwirtschaft und Viehzucht
Die Landwirtschaft des Dorfes ist nur gering entwickelt. Etwa 60 Prozent der Fläche der Gemeinde ist landwirtschaftlich nutzbar, die zum großen Teil für den Pistazienanbau genutzt wird. 95 Prozent der Einwohner sind auf diesem Sektor tätig. Auf den restlichen Flächen kultiviert man Weintrauben und Oliven. Seit das Dorf über fließendes Wasser verfügt, bauen die Einwohner in ihrem Garten saisonal Gemüse und Obst an.
Weil ein Großteil der landwirtschaftlichen Fläche nicht eben ist, wird der Boden mit Pferden und anderen Zugtieren gepflügt. Die restliche Landpflege wird mit Traktoren erledigt. Aufgrund des Fehlens eines Bewässerungssystems orientierten sich die Einwohner auf Pistazienkulturen, die nur geringe Wassermengen benötigen.
Die Tierhaltung ist im Çêwek kaum entwickelt und hat keinen erheblichen Umfang. Aufgrund der sehr geringen Weidefläche werden im Dorf fast ausschließlich Rinder gezüchtet, überwiegend um von den täglichen Milchprodukten zu profitieren. Ein Teil der Rinder wird auch als Handelsware verkauft.

### Bildung
Im Çêwek gibt es eine Grundschule, deren Schülerzahl abnimmt. In den letzten zehn Jahren hat sich die Auswanderung nach Europa verdoppelt, daher ist ein zahlenmäßiger Rückgang der Grundschüler zu beobachten. Im Gegensatz dazu ist die Zahl der Studenten aus Çêwek in den letzten vier Jahren gestiegen. Die ersten fünf Schuljahre werden in Çêwek besucht. Ab der 6. Klasse gehen die Schüler ins Nachbardorf Bazur zur Mittelschulbildung. Für die Gymnasialstufe stehen den Jugendlichen in Gogan (türkisch: Yukarigöklü) oder in Antep (Gaziantep) die Einrichtungen zur Verfügung.

### Verkehrsnetz
Es gibt zwei Hauptstraßen für den Verkehr in der Siedlung. Eine Straße geht durch Çêwek und Bazur (türkisch: Bozyazi) hindurch. Die zweite Straße ist zwischen Çêwek und Keferan (türkisch: Kayalar). Große Strecken der Straßen sind nicht asphaltiert und kann manchmal in den Wintermonaten zu Verkehrsbehinderungen führen.